# Brabantse Pijl 2020
Brabantse Pijl 2020 var den 60. udgave af cykelløbet Brabantse Pijl. Det blev afviklet 7. oktober 2020, og var en del af UCI ProSeries-kalenderen.
Den franske verdensmester Julian Alaphilippe fra Deceuninck-Quick Step vandt løbet, efter en tæt spurt med Mathieu van der Poel (Alpecin-Fenix). Ag2r-La Mondiales franske rytter Benoit Cosnefroy kom ind på tredjepladsen.

## Resultater
| \| Samlede stilling \| Samlede stilling \| Samlede stilling \| Samlede stilling \| Samlede stilling \| \| Rytter \| Rytter \| Hold \| Tid \| \| \| ---------------- \| -------------------- \| --------------------- \| ---------------- \| ---------------- \| \| 1. \| Julian Alaphilippe \| Deceuninck-Quick Step \| 4t 36' 52" \| \| \| 2. \| Mathieu van der Poel \| Alpecin-Fenix \| + 0" \| \| \| 3. \| Benoît Cosnefroy \| AG2R La Mondiale \| + 0" \| \| \| 4. \| Sonny Colbrelli \| Bahrain McLaren \| + 13" \| \| \| 5. \| Warren Barguil \| Arkéa-Samsic \| + 13" \| \| \| 6. \| Michał Kwiatkowski \| Ineos Grenadiers \| + 13" \| \| \| 7. \| Andrea Bagioli \| Deceuninck-Quick Step \| + 13" \| \| \| 8. \| Anthony Turgis \| Total Direct Énergie \| + 13" \| \| \| 9. \| Alessandro Covi \| UAE Team Emirates \| + 13" \| \| \| 10. \| Dries Devenyns \| Deceuninck-Quick Step \| + 13" \| \| |                      |                       |            |
| |                      |                       |            |
| Kilde: ProCyclingStats |                      |                       |            |
| Samlede stilling |                      |                       |            |
| Rytter | Rytter               | Hold                  | Tid        |
| 1. | Julian Alaphilippe   | Deceuninck-Quick Step | 4t 36' 52" |
| 2. | Mathieu van der Poel | Alpecin-Fenix         | + 0"       |
| 3. | Benoît Cosnefroy     | AG2R La Mondiale      | + 0"       |
| 4. | Sonny Colbrelli      | Bahrain McLaren       | + 13"      |
| 5. | Warren Barguil       | Arkéa-Samsic          | + 13"      |
| 6. | Michał Kwiatkowski   | Ineos Grenadiers      | + 13"      |
| 7. | Andrea Bagioli       | Deceuninck-Quick Step | + 13"      |
| 8. | Anthony Turgis       | Total Direct Énergie  | + 13"      |
| 9. | Alessandro Covi      | UAE Team Emirates     | + 13"      |
| 10. | Dries Devenyns       | Deceuninck-Quick Step | + 13"      |

## Hold og ryttere
| UCI WorldTeams (15)- Deceuninck-Quick Step - Lotto Soudal - AG2R La Mondiale - Astana - Bahrain McLaren - Bora-Hansgrohe - CCC Team - Cofidis - Ineos Grenadiers - Israel Start-Up Nation - Mitchelton-Scott - NTT Pro Cycling - Team Sunweb - Trek-Segafredo - UAE Team Emirates UCI ProTeams (10)- Alpecin-Fenix - Sport Vlaanderen-Baloise - Circus-Wanty Gobert - Bingoal-Wallonie Bruxelles - Arkéa-Samsic - B&B Hotels-Vital Concept p/b KTM - Gazprom-RusVelo - Team Novo Nordisk - Riwal Securitas - Total Direct Énergie |
| |

### Danske ryttere
| Danske ryttere på startlisten |                   |                              |           |
| Rygnummer                     | Rytter            | Hold                         | Placering |
| 123                           | Michael Valgren   | NTT Pro Cycling              | 25        |
| 143                           | Alexander Kamp    | Trek-Segafredo               | DNF       |
| 146                           | Mattias Skjelmose | Trek-Segafredo               | 46        |
| 234                           | Andreas Kron      | Riwal Securitas Cycling Team | 24        |
| 237                           | Emil Vinjebo      | Riwal Securitas Cycling Team | 98        |

* DNF = gennemførte ikke

## Startliste
| Alpecin-Fenix AFC | Alpecin-Fenix AFC                     | Alpecin-Fenix AFC |
| ----------------- | ------------------------------------- | ----------------- |
| Nr.               | Rytter                                | Placering         |
| 1                 | Mathieu van der Poel (NED) (landevej) | 2.                |
| 2                 | Dries De Bondt (BEL) (landevej)       | 50.               |
| 3                 | Alexander Krieger (GER)               | 105.              |
| 4                 | Kristian Sbaragli (ITA)               | 20.               |
| 5                 | Scott Thwaites (GBR)                  | DNF               |
| 6                 | Petr Vakoč (CZE)                      | 39.               |
| 7                 | Otto Vergaerde (BEL)                  | DNF               |

| Deceuninck-Quick Step DQT | Deceuninck-Quick Step DQT           | Deceuninck-Quick Step DQT |
| ------------------------- | ----------------------------------- | ------------------------- |
| Nr.                       | Rytter                              | Placering                 |
| 11                        | Julian Alaphilippe (FRA) (landevej) | 1.                        |
| 12                        | Andrea Bagioli (ITA)                | 7.                        |
| 13                        | Dries Devenyns (BEL)                | 10.                       |
| 14                        | Ian Garrison (USA)                  | DNF                       |
| 15                        | Zdeněk Štybar (CZE)                 | 74.                       |
| 16                        | Jannik Steimle (GER)                | 103.                      |
| 17                        | Mauri Vansevenant (BEL)             | 66.                       |

| Lotto-Soudal LTS | Lotto-Soudal LTS         | Lotto-Soudal LTS |
| ---------------- | ------------------------ | ---------------- |
| Nr.              | Rytter                   | Placering        |
| 21               | Tim Wellens (BEL)        | 49.              |
| 22               | Jasper De Buyst (BEL)    | 19.              |
| 23               | John Degenkolb (GER)     | 31.              |
| 24               | Stan Dewulf (BEL)        | 11.              |
| 25               | Rémy Mertz (BEL)         | DNF              |
| 26               | Tosh Van der Sande (BEL) | 48.              |
| 27               | Brent Van Moer (BEL)     | 56.              |

| AG2R La Mondiale ALM | AG2R La Mondiale ALM      | AG2R La Mondiale ALM |
| -------------------- | ------------------------- | -------------------- |
| Nr.                  | Rytter                    | Placering            |
| 31                   | Romain Bardet (FRA)       | 27.                  |
| 32                   | Clément Champoussin (FRA) | 43.                  |
| 33                   | Clément Chevrier (FRA)    | DNF                  |
| 34                   | Benoît Cosnefroy (FRA)    | 3.                   |
| 35                   | Dorian Godon (FRA)        | 17.                  |
| 36                   | Mathias Frank (SUI)       | DNF                  |
| 37                   | Anthony Jullien (FRA)     | 104.                 |

| Astana AST | Astana AST              | Astana AST |
| ---------- | ----------------------- | ---------- |
| Nr.        | Rytter                  | Placering  |
| 41         | Laurens De Vreese (BEL) | DNF        |
| 43         | Daniil Fominykh (KAZ)   | 99.        |
| 44         | Omar Fraile (ESP)       | 23.        |
| 45         | Jevgenij Giditj (KAZ)   | 110.       |
| 47         | Nikita Stalnow (KAZ)    | DNF        |

| Bahrain McLaren TBM | Bahrain McLaren TBM     | Bahrain McLaren TBM |
| ------------------- | ----------------------- | ------------------- |
| Nr.                 | Rytter                  | Placering           |
| 51                  | Dylan Teuns (BEL)       | 12.                 |
| 52                  | Sonny Colbrelli (ITA)   | 4.                  |
| 53                  | Luka Pibernik (SLO)     | DNF                 |
| 54                  | Kevin Inkelaar (NED)    | DNF                 |
| 55                  | Stephen Williams (GBR)  | DNF                 |
| 56                  | Wout Poels (NED)        | 65.                 |
| 57                  | Santiago Buitrago (COL) | 91.                 |

| Bora-Hansgrohe BOH | Bora-Hansgrohe BOH           | Bora-Hansgrohe BOH |
| ------------------ | ---------------------------- | ------------------ |
| Nr.                | Rytter                       | Placering          |
| 61                 | Lennard Kämna (GER)          | 69.                |
| 62                 | Erik Baška (SVK)             | DNF                |
| 63                 | Oscar Gatto (ITA)            | DNF                |
| 64                 | Lukas Pöstlberger (AUT)      | 38.                |
| 65                 | Marcus Burghardt (GER)       | 35.                |
| 66                 | Juraj Sagan (SVK) (landevej) | DNF                |
| 67                 | Ide Schelling (NED)          | 13.                |

| CCC Team CCC | CCC Team CCC                   | CCC Team CCC |
| ------------ | ------------------------------ | ------------ |
| Nr.          | Rytter                         | Placering    |
| 71           | Matteo Trentin (ITA)           | 75.          |
| 72           | Simon Geschke (GER)            | 70.          |
| 73           | Georg Zimmermann (GER)         | 57.          |
| 74           | Guillaume Van Keirsbulck (BEL) | DNF          |
| 75           | Alessandro De Marchi (ITA)     | 21.          |
| 76           | Gijs Van Hoecke (BEL)          | 97.          |
| 77           | Nathan Van Hooydonck (BEL)     | 32.          |

| Cofidis COF | Cofidis COF           | Cofidis COF |
| ----------- | --------------------- | ----------- |
| Nr.         | Rytter                | Placering   |
| 81          | Natnael Berhane (ERI) | DNF         |
| 82          | Dimitri Claeys (BEL)  | 41.         |
| 83          | Victor Lafay (FRA)    | 84.         |
| 84          | Cyril Lemoine (FRA)   | 36.         |
| 85          | Piet Allegaert (BEL)  | 108.        |
| 87          | Julien Vermote (BEL)  | 94.         |

| Ineos Grenadiers IGD | Ineos Grenadiers IGD      | Ineos Grenadiers IGD |
| -------------------- | ------------------------- | -------------------- |
| Nr.                  | Rytter                    | Placering            |
| 91                   | Michał Kwiatkowski (POL)  | 6.                   |
| 92                   | Michał Gołaś (POL)        | DNF                  |
| 93                   | Leonardo Basso (ITA)      | 87.                  |
| 94                   | Christian Knees (GER)     | DNF                  |
| 95                   | Christopher Lawless (GBR) | DNF                  |
| 96                   | Luke Rowe (GBR)           | 73.                  |
| 97                   | Cameron Wurf (AUS)        | 79.                  |

| Israel Start-Up Nation ISN | Israel Start-Up Nation ISN | Israel Start-Up Nation ISN |
| -------------------------- | -------------------------- | -------------------------- |
| Nr.                        | Rytter                     | Placering                  |
| 101                        | Tom Van Asbroeck (BEL)     | 44.                        |
| 102                        | Omer Goldstein (ISR)       | 83.                        |
| 103                        | Hugo Hofstetter (FRA)      | DNF                        |
| 104                        | Krists Neilands (LAT)      | DNF                        |
| 105                        | Alexis Renard (FRA)        | DNF                        |
| 106                        | Patrick Schelling (SUI)    | 112.                       |
| 107                        | Guillaume Boivin (CAN)     | 78.                        |

| Mitchelton-Scott MTS | Mitchelton-Scott MTS      | Mitchelton-Scott MTS |
| -------------------- | ------------------------- | -------------------- |
| Nr.                  | Rytter                    | Placering            |
| 111                  | Luka Mezgec (SLO)         | 16.                  |
| 112                  | Barnabás Peák (HUN)       | 77.                  |
| 113                  | Alexander Edmondson (AUS) | 111.                 |
| 114                  | Tsgabu Grmay (ETH)        | 68.                  |
| 115                  | Nick Schultz (AUS)        | 45.                  |
| 116                  | Dion Smith (NZL)          | DNF                  |
| 117                  | Robert Stannard (AUS)     | 89.                  |

| NTT Pro Cycling NTT | NTT Pro Cycling NTT               | NTT Pro Cycling NTT |
| ------------------- | --------------------------------- | ------------------- |
| Nr.                 | Rytter                            | Placering           |
| 121                 | Enrico Gasparotto (SUI)           | DNF                 |
| 122                 | Carlos Barbero (ESP)              | 80.                 |
| 123                 | Michael Valgren (DEN)             | 25.                 |
| 124                 | Edvald Boasson Hagen (NOR)        | 47.                 |
| 125                 | Nicholas Dlamini (RSA)            | DNF                 |
| 126                 | Reinardt Janse van Rensburg (RSA) | 55.                 |
| 127                 | Rasmus Tiller (NOR)               | 92.                 |

| Team Sunweb SUN | Team Sunweb SUN       | Team Sunweb SUN |
| --------------- | --------------------- | --------------- |
| Nr.             | Rytter                | Placering       |
| 131             | Thymen Arensman (NED) | 61.             |
| 132             | Mark Donovan (GBR)    | 72.             |

| Development Team Sunweb DSU | Development Team Sunweb DSU | Development Team Sunweb DSU |
| --------------------------- | --------------------------- | --------------------------- |
| Nr.                         | Rytter                      | Placering                   |
| 133                         | Jarno Mobach (NED)          | DNF                         |
| 134                         | Leon Heinschke (GER)        | 106.                        |

| Team Sunweb SUN | Team Sunweb SUN       | Team Sunweb SUN |
| --------------- | --------------------- | --------------- |
| Nr.             | Rytter                | Placering       |
| 135             | Martin Salmon (GER)   | DNF             |
| 136             | Michael Storer (AUS)  | 64.             |
| 137             | Ilan Van Wilder (BEL) | DNF             |

| Trek-Segafredo TFS | Trek-Segafredo TFS      | Trek-Segafredo TFS |
| ------------------ | ----------------------- | ------------------ |
| Nr.                | Rytter                  | Placering          |
| 141                | Edward Theuns (BEL)     | 42.                |
| 142                | Koen de Kort (NED)      | 76.                |
| 143                | Alexander Kamp (DEN)    | DNF                |
| 144                | Juan Pedro López (ESP)  | DNF                |
| 145                | Kiel Reijnen (USA)      | DNF                |
| 146                | Mattias Skjelmose (DEN) | 46.                |
| 147                | Antonio Tiberi (ITA)    | 114.               |

| UAE Team Emirates UAD | UAE Team Emirates UAD       | UAE Team Emirates UAD |
| --------------------- | --------------------------- | --------------------- |
| Nr.                   | Rytter                      | Placering             |
| 151                   | Alexander Kristoff (NOR)    | DNF                   |
| 152                   | Alessandro Covi (ITA)       | 9.                    |
| 153                   | Sergio Henao (COL)          | DNF                   |
| 154                   | Cristian Camilo Muñoz (COL) | DNF                   |
| 155                   | Rui Oliveira (POR)          | 26.                   |
| 156                   | Edward Ravasi (ITA)         | DNF                   |
| 157                   | Aljaksandr Rabusjenka (BLR) | 53.                   |

| Sport Vlaanderen-Baloise SVB | Sport Vlaanderen-Baloise SVB | Sport Vlaanderen-Baloise SVB |
| ---------------------------- | ---------------------------- | ---------------------------- |
| Nr.                          | Rytter                       | Placering                    |
| 161                          | Amaury Capiot (BEL)          | 30.                          |
| 162                          | Cedric Beullens (BEL)        | DNF                          |
| 163                          | Milan Menten (BEL)           | 51.                          |
| 164                          | Aaron Van Poucke (BEL)       | 85.                          |
| 165                          | Kenneth Van Rooy (BEL)       | 54.                          |
| 166                          | Thomas Sprengers (BEL)       | 96.                          |
| 167                          | Emiel Planckaert (BEL)       | DNF                          |

| Circus-Wanty Gobert CWG | Circus-Wanty Gobert CWG    | Circus-Wanty Gobert CWG |
| ----------------------- | -------------------------- | ----------------------- |
| Nr.                     | Rytter                     | Placering               |
| 171                     | Jan Bakelants (BEL)        | 28.                     |
| 172                     | Andrea Pasqualon (ITA)     | 14.                     |
| 173                     | Boy van Poppel (NED)       | DNF                     |
| 174                     | Maurits Lammertink (NED)   | 62.                     |
| 175                     | Xandro Meurisse (BEL)      | 37.                     |
| 176                     | Pieter Vanspeybrouck (BEL) | DNF                     |
| 177                     | Wesley Kreder (NED)        | DNF                     |

| Bingoal-Wallonie Bruxelles WVA | Bingoal-Wallonie Bruxelles WVA | Bingoal-Wallonie Bruxelles WVA |
| ------------------------------ | ------------------------------ | ------------------------------ |
| Nr.                            | Rytter                         | Placering                      |
| 181                            | Jelle Vanendert (BEL)          | 22.                            |
| 182                            | Dimitri Peyskens (BEL)         | 33.                            |
| 183                            | Ludovic Robeet (BEL)           | DNF                            |
| 184                            | Laurens Huys (BEL)             | 71.                            |
| 185                            | Luc Wirtgen (LUX)              | DNF                            |
| 186                            | Sean De Bie (BEL)              | DNF                            |
| 187                            | Arjen Livyns (BEL)             | 15.                            |

| Arkéa-Samsic ARK | Arkéa-Samsic ARK        | Arkéa-Samsic ARK |
| ---------------- | ----------------------- | ---------------- |
| Nr.              | Rytter                  | Placering        |
| 191              | Warren Barguil (FRA)    | 5.               |
| 192              | Thomas Boudat (FRA)     | DNF              |
| 193              | Nacer Bouhanni (FRA)    | 59.              |
| 194              | Kévin Ledanois (FRA)    | 67.              |
| 195              | Clément Russo (FRA)     | 86.              |
| 196              | Romain Hardy (FRA)      | 88.              |
| 197              | Benjamin Declercq (BEL) | 40.              |

| B&B Hotels-Vital Concept p/b KTM BVC | B&B Hotels-Vital Concept p/b KTM BVC | B&B Hotels-Vital Concept p/b KTM BVC |
| ------------------------------------ | ------------------------------------ | ------------------------------------ |
| Nr.                                  | Rytter                               | Placering                            |
| 201                                  | Bryan Coquard (FRA)                  | 107.                                 |
| 202                                  | Frederik Backaert (BEL)              | 34.                                  |
| 203                                  | Maxime Chevalier (FRA)               | 109.                                 |
| 204                                  | Jens Debusschere (BEL)               | 101.                                 |
| 205                                  | Cyril Gautier (FRA)                  | DNF                                  |
| 206                                  | Quentin Pacher (FRA)                 | 58.                                  |
| 207                                  | Kévin Réza (FRA)                     | DNF                                  |

| Gazprom-RusVelo GAZ | Gazprom-RusVelo GAZ        | Gazprom-RusVelo GAZ |
| ------------------- | -------------------------- | ------------------- |
| Nr.                 | Rytter                     | Placering           |
| 211                 | Denis Nekrasov (RUS)       | DNF                 |
| 212                 | Marco Canola (ITA)         | 102.                |
| 213                 | Vjatjeslav Kuznetsov (RUS) | 100.                |
| 214                 | Dmitrij Strakhov (RUS)     | 113.                |
| 215                 | Ivan Rovnyj (RUS)          | DNF                 |
| 216                 | Simone Velasco (ITA)       | 81.                 |
| 217                 | Jevgenij Sjalunov (RUS)    | DNF                 |

| Team Novo Nordisk TNN | Team Novo Nordisk TNN | Team Novo Nordisk TNN |
| --------------------- | --------------------- | --------------------- |
| Nr.                   | Rytter                | Placering             |
| 221                   | Sam Brand (GBR)       | DNF                   |
| 222                   | Joonas Henttala (FIN) | DNF                   |
| 223                   | Brian Kamstra (NED)   | DNF                   |
| 224                   | Péter Kusztor (HUN)   | DNF                   |
| 225                   | David Lozano (ESP)    | DNF                   |
| 226                   | Andrea Peron (ITA)    | DNF                   |
| 227                   | Charles Planet (FRA)  | DNF                   |

| Riwal Securitas RIW | Riwal Securitas RIW      | Riwal Securitas RIW |
| ------------------- | ------------------------ | ------------------- |
| Nr.                 | Rytter                   | Placering           |
| 231                 | Lucas Eriksson (SWE)     | 18.                 |
| 232                 | Kristian Aasvold (NOR)   | 82.                 |
| 233                 | August Jensen (NOR)      | 29.                 |
| 234                 | Andreas Kron (DEN)       | 24.                 |
| 235                 | James Shaw (GBR)         | 60.                 |
| 236                 | Nick van der Lijke (NED) | 52.                 |
| 237                 | Emil Vinjebo (DEN)       | 98.                 |

| Total Direct Énergie TDE | Total Direct Énergie TDE | Total Direct Énergie TDE |
| ------------------------ | ------------------------ | ------------------------ |
| Nr.                      | Rytter                   | Placering                |
| 241                      | Mathieu Burgaudeau (FRA) | DNF                      |
| 242                      | Jérémy Cabot (FRA)       | DNF                      |
| 243                      | Valentin Ferron (FRA)    | 93.                      |
| 244                      | Marlon Gaillard (FRA)    | 95.                      |
| 245                      | Pim Ligthart (NED)       | 63.                      |
| 246                      | Julien Simon (FRA)       | 90.                      |
| 247                      | Anthony Turgis (FRA)     | 8.                       |

| Alpecin-Fenix AFC | Alpecin-Fenix AFC                     | Alpecin-Fenix AFC |
| ----------------- | ------------------------------------- | ----------------- |
| Nr.               | Rytter                                | Placering         |
| 1                 | Mathieu van der Poel (NED) (landevej) | 2.                |
| 2                 | Dries De Bondt (BEL) (landevej)       | 50.               |
| 3                 | Alexander Krieger (GER)               | 105.              |
| 4                 | Kristian Sbaragli (ITA)               | 20.               |
| 5                 | Scott Thwaites (GBR)                  | DNF               |
| 6                 | Petr Vakoč (CZE)                      | 39.               |
| 7                 | Otto Vergaerde (BEL)                  | DNF               |

| Deceuninck-Quick Step DQT | Deceuninck-Quick Step DQT           | Deceuninck-Quick Step DQT |
| ------------------------- | ----------------------------------- | ------------------------- |
| Nr.                       | Rytter                              | Placering                 |
| 11                        | Julian Alaphilippe (FRA) (landevej) | 1.                        |
| 12                        | Andrea Bagioli (ITA)                | 7.                        |
| 13                        | Dries Devenyns (BEL)                | 10.                       |
| 14                        | Ian Garrison (USA)                  | DNF                       |
| 15                        | Zdeněk Štybar (CZE)                 | 74.                       |
| 16                        | Jannik Steimle (GER)                | 103.                      |
| 17                        | Mauri Vansevenant (BEL)             | 66.                       |

| Lotto-Soudal LTS | Lotto-Soudal LTS         | Lotto-Soudal LTS |
| ---------------- | ------------------------ | ---------------- |
| Nr.              | Rytter                   | Placering        |
| 21               | Tim Wellens (BEL)        | 49.              |
| 22               | Jasper De Buyst (BEL)    | 19.              |
| 23               | John Degenkolb (GER)     | 31.              |
| 24               | Stan Dewulf (BEL)        | 11.              |
| 25               | Rémy Mertz (BEL)         | DNF              |
| 26               | Tosh Van der Sande (BEL) | 48.              |
| 27               | Brent Van Moer (BEL)     | 56.              |

| AG2R La Mondiale ALM | AG2R La Mondiale ALM      | AG2R La Mondiale ALM |
| -------------------- | ------------------------- | -------------------- |
| Nr.                  | Rytter                    | Placering            |
| 31                   | Romain Bardet (FRA)       | 27.                  |
| 32                   | Clément Champoussin (FRA) | 43.                  |
| 33                   | Clément Chevrier (FRA)    | DNF                  |
| 34                   | Benoît Cosnefroy (FRA)    | 3.                   |
| 35                   | Dorian Godon (FRA)        | 17.                  |
| 36                   | Mathias Frank (SUI)       | DNF                  |
| 37                   | Anthony Jullien (FRA)     | 104.                 |

| Astana AST | Astana AST              | Astana AST |
| ---------- | ----------------------- | ---------- |
| Nr.        | Rytter                  | Placering  |
| 41         | Laurens De Vreese (BEL) | DNF        |
| 43         | Daniil Fominykh (KAZ)   | 99.        |
| 44         | Omar Fraile (ESP)       | 23.        |
| 45         | Jevgenij Giditj (KAZ)   | 110.       |
| 47         | Nikita Stalnow (KAZ)    | DNF        |

| Bahrain McLaren TBM | Bahrain McLaren TBM     | Bahrain McLaren TBM |
| ------------------- | ----------------------- | ------------------- |
| Nr.                 | Rytter                  | Placering           |
| 51                  | Dylan Teuns (BEL)       | 12.                 |
| 52                  | Sonny Colbrelli (ITA)   | 4.                  |
| 53                  | Luka Pibernik (SLO)     | DNF                 |
| 54                  | Kevin Inkelaar (NED)    | DNF                 |
| 55                  | Stephen Williams (GBR)  | DNF                 |
| 56                  | Wout Poels (NED)        | 65.                 |
| 57                  | Santiago Buitrago (COL) | 91.                 |

| Bora-Hansgrohe BOH | Bora-Hansgrohe BOH           | Bora-Hansgrohe BOH |
| ------------------ | ---------------------------- | ------------------ |
| Nr.                | Rytter                       | Placering          |
| 61                 | Lennard Kämna (GER)          | 69.                |
| 62                 | Erik Baška (SVK)             | DNF                |
| 63                 | Oscar Gatto (ITA)            | DNF                |
| 64                 | Lukas Pöstlberger (AUT)      | 38.                |
| 65                 | Marcus Burghardt (GER)       | 35.                |
| 66                 | Juraj Sagan (SVK) (landevej) | DNF                |
| 67                 | Ide Schelling (NED)          | 13.                |

| CCC Team CCC | CCC Team CCC                   | CCC Team CCC |
| ------------ | ------------------------------ | ------------ |
| Nr.          | Rytter                         | Placering    |
| 71           | Matteo Trentin (ITA)           | 75.          |
| 72           | Simon Geschke (GER)            | 70.          |
| 73           | Georg Zimmermann (GER)         | 57.          |
| 74           | Guillaume Van Keirsbulck (BEL) | DNF          |
| 75           | Alessandro De Marchi (ITA)     | 21.          |
| 76           | Gijs Van Hoecke (BEL)          | 97.          |
| 77           | Nathan Van Hooydonck (BEL)     | 32.          |

| Cofidis COF | Cofidis COF           | Cofidis COF |
| ----------- | --------------------- | ----------- |
| Nr.         | Rytter                | Placering   |
| 81          | Natnael Berhane (ERI) | DNF         |
| 82          | Dimitri Claeys (BEL)  | 41.         |
| 83          | Victor Lafay (FRA)    | 84.         |
| 84          | Cyril Lemoine (FRA)   | 36.         |
| 85          | Piet Allegaert (BEL)  | 108.        |
| 87          | Julien Vermote (BEL)  | 94.         |

| Ineos Grenadiers IGD | Ineos Grenadiers IGD      | Ineos Grenadiers IGD |
| -------------------- | ------------------------- | -------------------- |
| Nr.                  | Rytter                    | Placering            |
| 91                   | Michał Kwiatkowski (POL)  | 6.                   |
| 92                   | Michał Gołaś (POL)        | DNF                  |
| 93                   | Leonardo Basso (ITA)      | 87.                  |
| 94                   | Christian Knees (GER)     | DNF                  |
| 95                   | Christopher Lawless (GBR) | DNF                  |
| 96                   | Luke Rowe (GBR)           | 73.                  |
| 97                   | Cameron Wurf (AUS)        | 79.                  |

| Israel Start-Up Nation ISN | Israel Start-Up Nation ISN | Israel Start-Up Nation ISN |
| -------------------------- | -------------------------- | -------------------------- |
| Nr.                        | Rytter                     | Placering                  |
| 101                        | Tom Van Asbroeck (BEL)     | 44.                        |
| 102                        | Omer Goldstein (ISR)       | 83.                        |
| 103                        | Hugo Hofstetter (FRA)      | DNF                        |
| 104                        | Krists Neilands (LAT)      | DNF                        |
| 105                        | Alexis Renard (FRA)        | DNF                        |
| 106                        | Patrick Schelling (SUI)    | 112.                       |
| 107                        | Guillaume Boivin (CAN)     | 78.                        |

| Mitchelton-Scott MTS | Mitchelton-Scott MTS      | Mitchelton-Scott MTS |
| -------------------- | ------------------------- | -------------------- |
| Nr.                  | Rytter                    | Placering            |
| 111                  | Luka Mezgec (SLO)         | 16.                  |
| 112                  | Barnabás Peák (HUN)       | 77.                  |
| 113                  | Alexander Edmondson (AUS) | 111.                 |
| 114                  | Tsgabu Grmay (ETH)        | 68.                  |
| 115                  | Nick Schultz (AUS)        | 45.                  |
| 116                  | Dion Smith (NZL)          | DNF                  |
| 117                  | Robert Stannard (AUS)     | 89.                  |

| NTT Pro Cycling NTT | NTT Pro Cycling NTT               | NTT Pro Cycling NTT |
| ------------------- | --------------------------------- | ------------------- |
| Nr.                 | Rytter                            | Placering           |
| 121                 | Enrico Gasparotto (SUI)           | DNF                 |
| 122                 | Carlos Barbero (ESP)              | 80.                 |
| 123                 | Michael Valgren (DEN)             | 25.                 |
| 124                 | Edvald Boasson Hagen (NOR)        | 47.                 |
| 125                 | Nicholas Dlamini (RSA)            | DNF                 |
| 126                 | Reinardt Janse van Rensburg (RSA) | 55.                 |
| 127                 | Rasmus Tiller (NOR)               | 92.                 |

| Team Sunweb SUN | Team Sunweb SUN       | Team Sunweb SUN |
| --------------- | --------------------- | --------------- |
| Nr.             | Rytter                | Placering       |
| 131             | Thymen Arensman (NED) | 61.             |
| 132             | Mark Donovan (GBR)    | 72.             |

| Development Team Sunweb DSU | Development Team Sunweb DSU | Development Team Sunweb DSU |
| --------------------------- | --------------------------- | --------------------------- |
| Nr.                         | Rytter                      | Placering                   |
| 133                         | Jarno Mobach (NED)          | DNF                         |
| 134                         | Leon Heinschke (GER)        | 106.                        |

| Team Sunweb SUN | Team Sunweb SUN       | Team Sunweb SUN |
| --------------- | --------------------- | --------------- |
| Nr.             | Rytter                | Placering       |
| 135             | Martin Salmon (GER)   | DNF             |
| 136             | Michael Storer (AUS)  | 64.             |
| 137             | Ilan Van Wilder (BEL) | DNF             |

| Trek-Segafredo TFS | Trek-Segafredo TFS      | Trek-Segafredo TFS |
| ------------------ | ----------------------- | ------------------ |
| Nr.                | Rytter                  | Placering          |
| 141                | Edward Theuns (BEL)     | 42.                |
| 142                | Koen de Kort (NED)      | 76.                |
| 143                | Alexander Kamp (DEN)    | DNF                |
| 144                | Juan Pedro López (ESP)  | DNF                |
| 145                | Kiel Reijnen (USA)      | DNF                |
| 146                | Mattias Skjelmose (DEN) | 46.                |
| 147                | Antonio Tiberi (ITA)    | 114.               |

| UAE Team Emirates UAD | UAE Team Emirates UAD       | UAE Team Emirates UAD |
| --------------------- | --------------------------- | --------------------- |
| Nr.                   | Rytter                      | Placering             |
| 151                   | Alexander Kristoff (NOR)    | DNF                   |
| 152                   | Alessandro Covi (ITA)       | 9.                    |
| 153                   | Sergio Henao (COL)          | DNF                   |
| 154                   | Cristian Camilo Muñoz (COL) | DNF                   |
| 155                   | Rui Oliveira (POR)          | 26.                   |
| 156                   | Edward Ravasi (ITA)         | DNF                   |
| 157                   | Aljaksandr Rabusjenka (BLR) | 53.                   |

| Sport Vlaanderen-Baloise SVB | Sport Vlaanderen-Baloise SVB | Sport Vlaanderen-Baloise SVB |
| ---------------------------- | ---------------------------- | ---------------------------- |
| Nr.                          | Rytter                       | Placering                    |
| 161                          | Amaury Capiot (BEL)          | 30.                          |
| 162                          | Cedric Beullens (BEL)        | DNF                          |
| 163                          | Milan Menten (BEL)           | 51.                          |
| 164                          | Aaron Van Poucke (BEL)       | 85.                          |
| 165                          | Kenneth Van Rooy (BEL)       | 54.                          |
| 166                          | Thomas Sprengers (BEL)       | 96.                          |
| 167                          | Emiel Planckaert (BEL)       | DNF                          |

| Circus-Wanty Gobert CWG | Circus-Wanty Gobert CWG    | Circus-Wanty Gobert CWG |
| ----------------------- | -------------------------- | ----------------------- |
| Nr.                     | Rytter                     | Placering               |
| 171                     | Jan Bakelants (BEL)        | 28.                     |
| 172                     | Andrea Pasqualon (ITA)     | 14.                     |
| 173                     | Boy van Poppel (NED)       | DNF                     |
| 174                     | Maurits Lammertink (NED)   | 62.                     |
| 175                     | Xandro Meurisse (BEL)      | 37.                     |
| 176                     | Pieter Vanspeybrouck (BEL) | DNF                     |
| 177                     | Wesley Kreder (NED)        | DNF                     |

| Bingoal-Wallonie Bruxelles WVA | Bingoal-Wallonie Bruxelles WVA | Bingoal-Wallonie Bruxelles WVA |
| ------------------------------ | ------------------------------ | ------------------------------ |
| Nr.                            | Rytter                         | Placering                      |
| 181                            | Jelle Vanendert (BEL)          | 22.                            |
| 182                            | Dimitri Peyskens (BEL)         | 33.                            |
| 183                            | Ludovic Robeet (BEL)           | DNF                            |
| 184                            | Laurens Huys (BEL)             | 71.                            |
| 185                            | Luc Wirtgen (LUX)              | DNF                            |
| 186                            | Sean De Bie (BEL)              | DNF                            |
| 187                            | Arjen Livyns (BEL)             | 15.                            |

| Arkéa-Samsic ARK | Arkéa-Samsic ARK        | Arkéa-Samsic ARK |
| ---------------- | ----------------------- | ---------------- |
| Nr.              | Rytter                  | Placering        |
| 191              | Warren Barguil (FRA)    | 5.               |
| 192              | Thomas Boudat (FRA)     | DNF              |
| 193              | Nacer Bouhanni (FRA)    | 59.              |
| 194              | Kévin Ledanois (FRA)    | 67.              |
| 195              | Clément Russo (FRA)     | 86.              |
| 196              | Romain Hardy (FRA)      | 88.              |
| 197              | Benjamin Declercq (BEL) | 40.              |

| B&B Hotels-Vital Concept p/b KTM BVC | B&B Hotels-Vital Concept p/b KTM BVC | B&B Hotels-Vital Concept p/b KTM BVC |
| ------------------------------------ | ------------------------------------ | ------------------------------------ |
| Nr.                                  | Rytter                               | Placering                            |
| 201                                  | Bryan Coquard (FRA)                  | 107.                                 |
| 202                                  | Frederik Backaert (BEL)              | 34.                                  |
| 203                                  | Maxime Chevalier (FRA)               | 109.                                 |
| 204                                  | Jens Debusschere (BEL)               | 101.                                 |
| 205                                  | Cyril Gautier (FRA)                  | DNF                                  |
| 206                                  | Quentin Pacher (FRA)                 | 58.                                  |
| 207                                  | Kévin Réza (FRA)                     | DNF                                  |

| Gazprom-RusVelo GAZ | Gazprom-RusVelo GAZ        | Gazprom-RusVelo GAZ |
| ------------------- | -------------------------- | ------------------- |
| Nr.                 | Rytter                     | Placering           |
| 211                 | Denis Nekrasov (RUS)       | DNF                 |
| 212                 | Marco Canola (ITA)         | 102.                |
| 213                 | Vjatjeslav Kuznetsov (RUS) | 100.                |
| 214                 | Dmitrij Strakhov (RUS)     | 113.                |
| 215                 | Ivan Rovnyj (RUS)          | DNF                 |
| 216                 | Simone Velasco (ITA)       | 81.                 |
| 217                 | Jevgenij Sjalunov (RUS)    | DNF                 |

| Team Novo Nordisk TNN | Team Novo Nordisk TNN | Team Novo Nordisk TNN |
| --------------------- | --------------------- | --------------------- |
| Nr.                   | Rytter                | Placering             |
| 221                   | Sam Brand (GBR)       | DNF                   |
| 222                   | Joonas Henttala (FIN) | DNF                   |
| 223                   | Brian Kamstra (NED)   | DNF                   |
| 224                   | Péter Kusztor (HUN)   | DNF                   |
| 225                   | David Lozano (ESP)    | DNF                   |
| 226                   | Andrea Peron (ITA)    | DNF                   |
| 227                   | Charles Planet (FRA)  | DNF                   |

| Riwal Securitas RIW | Riwal Securitas RIW      | Riwal Securitas RIW |
| ------------------- | ------------------------ | ------------------- |
| Nr.                 | Rytter                   | Placering           |
| 231                 | Lucas Eriksson (SWE)     | 18.                 |
| 232                 | Kristian Aasvold (NOR)   | 82.                 |
| 233                 | August Jensen (NOR)      | 29.                 |
| 234                 | Andreas Kron (DEN)       | 24.                 |
| 235                 | James Shaw (GBR)         | 60.                 |
| 236                 | Nick van der Lijke (NED) | 52.                 |
| 237                 | Emil Vinjebo (DEN)       | 98.                 |

| Total Direct Énergie TDE | Total Direct Énergie TDE | Total Direct Énergie TDE |
| ------------------------ | ------------------------ | ------------------------ |
| Nr.                      | Rytter                   | Placering                |
| 241                      | Mathieu Burgaudeau (FRA) | DNF                      |
| 242                      | Jérémy Cabot (FRA)       | DNF                      |
| 243                      | Valentin Ferron (FRA)    | 93.                      |
| 244                      | Marlon Gaillard (FRA)    | 95.                      |
| 245                      | Pim Ligthart (NED)       | 63.                      |
| 246                      | Julien Simon (FRA)       | 90.                      |
| 247                      | Anthony Turgis (FRA)     | 8.                       |